# توموكي تاكامين
توموكي تاكامين (باليابانية: 高嶺 朋樹) (مواليد 29 ديسمبر 1997) هو لاعب كرة قدم ياباني.

## وصلات خارجية
- توموكي تاكامين على موقع رابطة كرة القدم اليابانية للمحترفين (اليابانية)
- توموكي تاكامين على موقع قاعدة بيانات كرة القدم.إي يو (الإنجليزية)
- توموكي تاكامين على موقع Soccerway.com (الإنجليزية)
- توموكي تاكامين على موقع عالم كرة القدم.نت (الإنجليزية)